# الوابل المطهر
الوابل المطهر كان واحداً من أكثر أشكال تحديد النسل انتشاراً في بدايات القرن العشرين، كان شبيهاً بوظيفة الدوامة المهبلية التقليدية، ولكنه كان مليئا بمزيج كيميائي بدلا من الملوحة وكان الغرض من استخدام المزيج الكيميائي هو قطع مسار الحيوانات المنوية ومنع المرأة من الحمل. وكانت احجام الأسرة في الأجيال السابقة كبيرة دائماً، حيث كان لدى العديد من النساء ستة أطفال أو أكثر، وكانت حالات الإجهاض متكررة وحالات الوفاة كثيرة ومنتشرة قبل الطب الحديث.
وبالنسبة لهؤلاء النساء، فإن شعورهن بالأمل في أن يكون هناك بديل آمن وميسر إلى حد معقول للحمل الذي لا يُحصى، أعطى العديد من النساء شيئاً لم يكن لهن في الماضي قط: ألا وهو السيطرة على أجسادهم وبالتالي السيطرة على حياتهن.

## قوانين شركة كومستوك
وقد جعلت قوانين شركة كومستوك، التي صدرت في عام 1873، بيع المعلومات المتعلقة ب تحديد النسل والإعلان عنها غير قانونياً وفي حين أن قوانين المجموعة تشمل أي شيء يعتبر فاحشاً، فإن المطبوعات والمعلومات المتعلقة بالحمل ومراقبة المواليد تأثرت بشدة، مما منع المرأة من الحصول على معلومات دقيقة عن صحة المرأة. "إنها جريمة بالنسبة لأي شخص، حتى لو كان ذلك أعظم الأسباب، وفي أشد الحاجة إلى إرسال أو تلقي أي شيء عن طريق البريد يخبر "أين، كيف؟ أو مِنْ مَن يمكن تأمين المعلومات بشأن كيفية السيطرة على الحمل". وحتى ورغم أن الإعلان عن المعلومات لم يكن ممكناً، فإن الشركات وجدت ثغرات في القوانين. على سبيل المثال، لم يكن بالوسع تغليف منتجات تنظيم النسل أن يقول: "منع الحمل"، بل كان بوسعه أن يقول "إدارة الصحة الأنثوية".
غير أن المرأة تعرف أن إدارة الصحة الأنثوية تعني منع الحمل، وأن هذه المنتجات تنفذ من الرفوف. 
 ونتيجة لهذا الإعلان الاستراتيجي، تم خلق حيز جديد تماما في السوق الاستهلاكية لمنتجات تحديد النسل بين عشية وضحاها تقريباً، وقد بيعت هذه المنتجات التي كان أكثرها نجاحاً أغطية المطهر في الكتالوجات، ومتاجر البقالة، والمتاجر الكبرى، بل وحتى من الباب إلى الباب. 

## معدل النجاح في منع الحمل غير المرغوب فيه
"هذه الفئة من القضايا المنشرة بكثرة لدرجة أنني أشعر بالأسف عن الإشارة إليها... وأصبح الخوف من حملٍ آخر هوساً لها.
” كانت النساء يائسات ويبذلن جهودا ًكبيرة لمنع الحمل غير المرغوب فيه، والواقع أن دوتشي أنتيفتيست كان يتمتع بواحد من أقل معدلات النجاح، حيث كان هنالك نحو 20٪ إلى 30٪.وغالبا ما تجد أغلبية النساء اللواتي يستعملن الدوش، أنفسهن حوامل على المدى البعيد.
 ولكن بغض النظر عن معدل الفشل المرتفع، فإن الطلب كان مرتفعاً، ولأن هذه المنتجات لم يكن من الممكن الإعلان عنها باعتبارها منتجات تنظيم النسل، فإن الشركات لم تكن مسؤولة عن نقل معدل النجاح أو المخاطر الصحية المرتبطة باستخدام الوابل المطهر.
«كانت المصنوعات تبذل قصارى جهدها من أجل الحصول على حصة أكبر من سوق النظافة الصحية، لضمان ان منتجها، تريد امرأة واحدة على الأقل أن تجربه».
” وظهر بحث لاحق ان المطهرات يمكن ان تؤدي إلى الحمل، لأن الحمل يمكن ان يدفع الحيوانات المنوية إلى التعمق في الجسم وفي عنق الرحم، أو في معظم الحالات لا تفعل شيئاً، لأنه حتى عندما تُستخدم بشكل صحيح وفوري بعد الجماع الجنسي مباشرة يكون وصل الحيوان المنوي بالفعل إلى البويضة.

## رفض استخدام المطهر
ومع إلغاء قانون كومستوك، والنجاح المستمر لمارجريت سانجر، وتطوير أشكال أكثر جدارة بالثقة من تحديد النسل، بدأ استخدام مطهرأنتيبيسي في الانخفاض. وبمرور الوقت، أتيحت المزيد من المعلومات للنساء عن الآثار الضارة الناجمة عن التطهير، الذي تنشره منظمات مثل منظمة تنظيم الأسرة. ومع إلغاء قانون كومستوك، أدى أيضا إلى تطوير حبوب منع الحمل، التي أحدثت ثورة في صحة المرأة، كما أثر معدل النجاح وسهولة الأشكال الجديدة من تحديد النسل، على انخفاض اعتماد اغطية الوابِل المطهر.